# Huynh đoàn Thánh Piô X
Huynh đoàn Linh mục Thánh Pius X (tiếng Latinh: Fraternitas Sacerdotalis Sancti Pii X; tên viết tắt: FSSPX và đôi khi là SSPX) là một huynh đoàn linh mục theo khuynh hướng bảo thủ của Giáo hội Công giáo, ban đầu được lập nên ở Giáo phận Fribourg, Thụy Sĩ được Tổng giám mục François Charrière xứ Lausanne, Geneve và Fribourg châu phê vào ngày 1 tháng 11 năm 1970, dưới sự sáng lập của Tổng Giám mục Marcel Lefebvre.

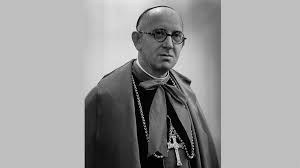
Tổng giám mục François Charrière, người phê chuẩn việc thành lập FSSPX như một tu đoàn theo Giáo luật

## Khái quát

Tổng giám mục Marcel Lefebvre - nguyên Tổng giám mục Chính tòa Tulle, đấng sáng lập FSSPX

Được thành lập bởi Đức Tổng Giám Mục Marcel Lefebvre, Huynh đoàn Linh mục Thánh Pius X là một huynh đoàn linh mục với đời sống chung và không có lời khấn, cũng giống như Hội Thừa sai Paris. Mục đính chính của Huynh đoàn là đào tạo những linh mục thánh thiện, những người Mẹ Hội Thánh đang rất cần.
Ngày nay Huynh đoàn đang hoạt động tại khoảng 60 nước, và cung cấp cho mọi nơi học thuyết Công Giáo không đổi, Thánh Lễ của mọi thời đại, phụng vụ, cũng như các bí tích, là nguồn mạch của ơn cứu rỗi.
Huynh đoàn Linh mục Thánh Pius X có 5 chủng viện quốc tế được thành lập trên 3 châu lục. Thừa tác vụ của Huynh đoàn là một thừa tác vụ theo hình mẫu giáo xứ, được thi hành qua các tu viện của Huynh đoàn (nơi các linh mục sống chung, một điểm rất quan trọng trong đời sống linh mục trong FSSPX). Huynh đoàn cũng cống hiến mình cho các việc tông đồ và bác ái khác như: dòng ba, tuyên úy, nhà tĩnh tâm, trường cấp 1 và cấp 2, cao đẳng, nhà hưu trí, phòng khám, các vùng truyền giáo, cũng như nhiều hoạt động bác ái khác.

## Khởi đầu
Lịch sử Huynh đoàn Thánh Pius X dĩ nhiên khởi đầu trong tâm trí Chúa. Nhưng đừng nghĩ rằng sự khởi đầu thế tục của nó chỉ bắt đầu ở thời điểm của cuộc khủng hoảng hậu công đồng. Huynh đoàn Thánh Pius X có được là nhờ sự lo xa đúng lúc của một con người lạ thường, Cha Le Floch, bề trên của Đại Chủng Viện Pháp ở Roma, người vào những năm 1920 đã đào tạo một nhóm các linh mục và giáo sĩ cấp cao tương lai. Những người này, nhờ đã được Cha Le Floch cảnh báo trước về mối nguy hiểm của sự thâm nhập của Duy tân thuyết trong Giáo Hội, đã giữ vững sự gắn bó trung thành với những truyền thống của Hội Thánh trong cuộc Cách Mạng Tin Lành mới. Cha Le Floch đã thông báo vào năm 1926 rằng:
"Thứ lạc thuyết đang nảy sinh hiện giờ sẽ trở thành lạc thuyết nguy hiểm nhất; sự kính trọng quá mức dành cho Đức Giáo Hoàng và sự mở rộng trái luật về quyền bất khả ngộ của ngài".
Đức Tổng Giám Mục Lefebvre thường nhắc về người thầy vĩ đại của mình với lòng biết ơn, và chúng ta sẽ thấy trong hồi ức lịch sử này xuất hiện liên tục những giáo sĩ gần gũi với Huynh đoàn Thánh Pius X đã từng học chung với đấng sáng lập của chúng ta dưới sự dẫn dắt mẫu mực của Cha Le Floch.

### 1968
Ngày 11 tháng 4 năm 1968, vào ngày thứ năm tuần thánh, trong ngôi làng Saxon nhỏ ở Thụy Sĩ, Alphonse Pedroni đang ở trong quán cà phê của thị xã. Ông nghe thấy một thương gia khoa trương đang huyên thuyên về việc mình sẽ cho nổ tung nhà nguyện và trang trại cũ ở Econe trong vài tháng tới. Hợp đồng chẳng bao lâu sau sẽ được ký. Thế là trong ngày hôm đó, Alphonse và Marcel Pedroni cùng các bạn hữu, Gratien Rausis, Roger Lovey và Guy Genoud quyết định mua mảnh đất đó, một thời thuộc sở hữu của các kinh sĩ thánh Bernađô và chứa đền thờ Đức Mẹ Cánh Đồng. Họ đến thăm Đức Giám Mục Adam của Giáo Phận Sion để cho ngài biết các ý định của mình.
Đức Giám Mục chúc mừng họ nhưng lại nói rằng Giáo Hội đang trong cơn khủng hoảng ơn gọi, và chẳng có hy vọng nào về việc Econe có thể được giữ lại và dùng như một cơ sở đào tạo như họ mong muốn. Trong tuần tới, những người đàn ông Công Giáo này biết được rằng người thương gia kia có ý định xây dựng ở Econe một khu phức hợp bao gồm hộp đêm, nhà hàng và nhà nghỉ.
Vào ngày 31 tháng 5, lễ Đức Bà Maria Nữ Vương, các kinh sĩ bán Econe, không phải cho nhà đầu tư đang thất vọng nhưng cho Alphonso và các bạn của mình, họ đã vay một khoản vay khẩn cấp từ ngân hàng. Họ rất vui, nhưng họ không biết rõ lắm mình sẽ làm gì với khu đất mà họ vừa cứu cho khỏi bị mạo phạm.
Cũng vào năm 1968, phiên Khoáng Đại của các cha dòng Chúa Thánh Thần xét lại hiến pháp của mình theo tinh thần của Công đồng. Đức Tổng Giám Mục Marcel Lefebvre, bề trên tổng quyền, phản đối trước Thánh Bộ Tu Sĩ ở Roma và người ta mời ngài đi nghỉ. Ngài nộp đơn từ chức và nghỉ hưu, làm tuyên úy cho một nữ đan viện ở Roma.

Vào tháng 5 năm 1968, tại Đại Chủng Viện Pháp ở Roma, lá cờ Cộng sản treo ở ban công chính để ủng hộ các sinh viên Cách Mạng ở Paris. Một nhóm rất nhỏ các chủng sinh, vẫn mặc áo chùng linh mục và bị các thầy dạy cùng các chủng sinh khác xa lánh, đã nhờ đến sự trợ giúp của Đức Tổng Giám Mục Lefebvre. Ngài chỉ họ tới Đại học Fribourg ở Thụy Sĩ, lúc đó vẫn còn là một đại học bảo thủ, được khuyến khích bởi viện phụ vùng Hauterive và nhà thần học dòng Đa Minh, cha Philippe. Vị Tổng Giám Mục kể về nỗ lực ban đầu này như sau:
Tôi bảo những người muốn bắt tôi phải làm gì đó, phải tự mình coi sóc các chủng sinh này, rằng:
Tôi sẽ đi gặp Đức Giám mục Charriere; nếu ngài bảo tôi, 'cứ làm đi', thì tôi sẽ coi nó là một dấu hiệu của ý Chúa.
Tôi nói vậy là vì lúc đó tôi chẳng muốn làm chút nào, tôi cảm thấy mình đã già rồi và tôi chẳng tin là mình có thể đảm nhận một công việc như thế. Khi người ta đã 65 tuổi rồi thì người ta thường không làm những công việc như của Huynh đoàn. Nếu lúc đó có người cho tôi biết số lượng các linh mục và tầm cỡ của Huynh đoàn ngày nay, tôi sẽ chỉ mỉm cười nhẹ nhàng. Cho nên là tôi không muốn, nhưng Đức Giám mục Charriere cứ cố nài: 

Il faut, il faut, ngài phải làm, ngài phải làm; faites, faites, hãy làm đi, hãy làm đi! Hãy làm gì đó, hãy thuê nhà, đừng bỏ mặc những chủng sinh này. Đức Cha biết tình hình của Giáo Hội như thế nào rồi. Chúng ta rất cần giữ những truyền thống tốt đẹp.
Đó là dấu chỉ. Do đó, Huynh đoàn không phải là một công việc cá nhân, vì nếu thế nó sẽ chẳng thể được Thiên Chúa chúc lành đến thế. Huynh đoàn chắc chắn là một công việc của Thiên Chúa.

### 1970
Và sau đó, như một bằng chứng khác cho việc Đức Giám mục của Lausanne, Geneve và Fribourg muốn chúng ta tồn tại, vào ngày 1 tháng 11 năm 1970, ngài xác nhận và chuẩn y hiến pháp [của Huynh đoàn] và tiến tới việc thành lập về mặt giáo luật của Huynh đoàn Linh Mục Quốc Tế Thánh Pius X trong Giáo Phận của ngài. (Xem The Angelus, Tháng 11 năm 1995).
Trong thời gian đó, những tín hữu Thụy Sĩ kia đã dâng khu đất Econe cho Đức Tổng Giám Mục Lefebvre qua một vị cha xứ, cha Bonvin, thân hữu của Đức Tổng tại Đại Chủng Viện Pháp ở Roma. Các chủng sinh rời bỏ 12 căn buồng thuê của Nhà Don Bosco ở Fribourg, và vào tháng 9 năm 1970, năm học đầu tiên bắt đầu tại Econe với sự chuẩn y nồng hậu của Đức Giám Mục Adam của Giáo Phận Sion.